# Hélène Aholou Keke
Hélène Aholou Keke es abogada y política en Benín.

## Biografía
Se especializó en derecho de familia y fue llamada al colegio de abogados por primera vez en París, Francia . Fue llamada al colegio de abogados de Cotonú en 2008. Durante más de 20 años trabajó como abogada para el gobierno de Benín.
Keke se ha desempeñado como miembro de la Asamblea Nacional de Benín en su quinta (2007-11) y sexta (2011-2015) legislaturas. Fue presidenta de la Comisión de Leyes y Derechos Humanos de la Asamblea en diciembre de 2012 cuando se abolió la pena de muerte. Keke renunció al partido gobernante Fuerzas Cowry por un partido de Benín Emergente en 2015.
Denunció irregularidades electorales ante la prensa y las autoridades en febrero de 2016 antes de las elecciones presidenciales de Benín de 2016, incluido el registro de 51 locales electorales más de los autorizados por ley. En mayo de 2016, el nuevo presidente independiente Patrice Talon la nombró como uno de los 30 miembros de la Comisión Nacional para la Reforma Política e Institucional.